# Batman: Mystery of the Batwoman
Batman: Mystery of the Batwoman is een Amerikaanse animatiefilm gebaseerd op het DC Comics personage Batman. Het is de derde Batman-film gebaseerd op de animatieserie Batman: The Animated Series. De film werd uitgebracht als een direct-naar-video- en dvd-film in 2003.
De film is gemaakt door hetzelfde productieteam als The New Batman Adventures and Batman Beyond.

## Verhaal
De film speelt zich kort na “the New Batman Adventures” af, en voordat Tim Drake in handen viel van de Joker (te zien in de flashbacks van Batman Beyond: Return of the Joker)
Een nieuwe held verschijnt in Gotham City, een vrouwelijke superheld/vigilante genaamd Batwoman. Niemand weet wie zij is, zelfs Batman niet. Naarmate de plot van de film vordert wordt het mysterie rondom haar identiteit alleen maar groter. Terwijl Batman haar probeert te ontmaskeren loopt hij bekende vijanden zoals The Penguin en Rupert Thorne tegen het lijf, die bezig zijn met een illegale wapenhandel vanuit de fictieve natie Kasnia. Ook Bane doet mee in de film.
Ondanks dat ze het vleermuissymbool gebruikt als een teken van gerechtigheid, gebruikt Batwoman meedogenloze en gevaarlijke technieken om criminelen uit te schakelen. Morele vragen zoals iemands leven sparen lijken niet bij haar op te komen. Haar voornaamste doel is de illegale handel van Penguin, Thorne en Carlton Duquesne.
Veel van Batmans tijd in de film gaat op aan het ontmaskeren van de Batwoman. Hij vindt een aantal verdachten, maar die lijken allemaal een goed motief te hebben. Wel beseft hij dat wat Batwoman doet gevaarlijk is voor zowel haarzelf als iedereen in haar omgeving. Samen met Robin probeert hij haar tegen te houden.
Uiteindelijk blijkt Batwoman niet een maar drie verschillende personen te zijn: detective Sonia Alcana, Dr. Roxanne 'Rocky' Ballantine en Kathleen 'Kathy' Duquesne, de dochter van Carlton Duquesne. De drie spelen onder een hoedje en wisselen de rol van Batwoman steeds af zodat er vrijwel geen connectie te ontdekken is tussen Batwoman en een van hun drieën.

## Rolverdeling
| Acteur                   | Personage                                 | Opmerkingen |
| ------------------------ | ----------------------------------------- | ----------- |
| Kevin Conroy             | Bruce Wayne / Batman                      |             |
| Efrem Zimbalist jr.      | Alfred Pennyworth                         |             |
| Tara Strong              | Barbara Gordon                            |             |
| Bob Hastings             | Commissaris Jim Gordon                    |             |
| Robert Costanzo          | Rechercheur Harvey Bullock                |             |
| David Ogden Stiers       | Oswald Cobblepot / The Penguin            |             |
| Eli Marienthal           | Tim Drake / Robin                         |             |
| John Vernon              | Rupert Thorne                             |             |
| Héctor Elizondo          | Bane                                      |             |
| Kevin Michael Richardson | Carlton Duquesne                          |             |
| Kelly Ripa               | Batwoman 1/Dr. Roxanne "Rocky" Ballantine |             |
| Kimberly Brooks          | Batwoman 2 /Kathleen "Kathy" Duquesne     |             |
| Elisa Gabrielli          | Batwoman 3 /Detective Sonia Alcana        |             |
| Kyra Sedgwick            | Batwoman                                  |             |
| Cherie                   | Iceberg Lounge zangeres                   |             |

## Achtergrond
Veel personages uit “Batman: The Animated Series” en “The New Batman Adventures” hebben een makeover ondergaan voor de film. Zo verschijnt de niet gemuteerde versie van Penguin in de film. Thorne en Bane zien er in de film een stuk dreigender uit dan in de serie. Bane heeft nu bijvoorbeeld rode ogen en een angstaanjagend masker. Thorne is wat slanker dan hij was in de serie.
Een nieuw personage in de film is Carlton Duquesne, een sterke Afro-Amerikaan vermoedelijk eind 30 begin 40 jaar oud.
De film kreeg veel kritiek van fans.

## Trivia
- Batwomans kostuum lijkt sterk op dat van de toekomstige Batman (uit de serie Batman of the Future).
- De dvd van de film bevat ook nog een kort filmpje genaamd Chase Me.
- Kathy Duquesne (spreek uit "du-kane") is genoemd naar Kathy Kane, die in de strips de originele Batwoman was.